# Alain Geiger
Alain Geiger (Uvrier, 5 november 1960) is een voormalig voetballer en coach. Hij speelde als verdediger voor verscheiden clubs in eigen land. Daarnaast speelde hij op Heinz Hermann na de meeste interlands voor Zwitserland.

## Spelerscarrière

### Club
Geiger kwam uit de jeugd van FC Sion en maakt ook bij deze club zijn profdebuut. In 1980 won hij samen met zijn team de Zwitserse voetbalbeker. In 1981 tekende Geiger een contract bij Servette FC. Met dit team veroverd hij in 1984 de beker en wordt landskampioen in 1985.
In 1986 verhuisd hij naar Neuchâtel Xamax waar hij gedurende de twee seizoenen dat hij er speelt twee keer landskampioen wordt, dit in 1987 en 1988.
In 1988 vertrekt Geiger naar de Franse ploeg AS Saint-Étienne waar hij publiekslieveling wordt maar geen prijzen weet te winnen. Daarom komt hij in 1990 terug naar FC Sion waarmee hij in 1992 voor de vierde keer landskampioen wordt. In 1991 en in 1995 wordt hij met deze ploeg ook nog bekerwinnaar en zo komt ook daar zijn totaal op vier stuks.
Nadien speelt Geiger nog twee seizoenen bij Grasshopper Club Zürich, waarmee hij in 1986 voor de vijfde keer kampioen wordt, waarna hij zijn carrière afsluit met in totaal 496 wedstrijden in de Zwitserse eerste klasse te hebben gespeeld en daarin 38 doelpunten te hebben gemaakt.

### Internationaal
Op 19 november 1980 maakte Geiger zijn debuut tegen Engeland. Sindsdien speelde hij 112 interlands voor Zwitserland waarin hij 5 keer kon scoren. Zijn laatste wedstrijd was terug tegen Engeland en ze wisten een 1-1 gelijkspel uit de brand te slepen. Geiger was ook jarenlang aanvoerder voor zijn land. Hij nam deel met zijn land aan het WK 1994 in de Verenigde Staten en aan het EK 1996 in Engeland.

## Trainerscarrière
Na te zijn gestopt met voetballen wordt Geiger trainer van de reserveploeg van Grasshopper. In 1998 wordt hij trainer van Neuchâtel Xamax waar hij vier jaar lang trainer is totdat hij wordt ontslagen door tegenvallende resultaten.
Nadien is hij nooit nog lang ergens trainer maar coacht hij nog verschillende teams in binnen- en buitenland. Hij heeft meerdere teams uit Algerije getraint, maar ook in Marokko en Egypte.
Sinds 2018 is hij de coach van de Zwitserse club Servette FC.

## Erelijst

### Als Speler
- FC Sion
  - Landskampioen: 1992
  - Zwitserse voetbalbeker: 1980, 1991, 1995
- Servette FC
  - Landskampioen: 1985
  - Zwitserse voetbalbeker: 1984
- Neuchâtel Xamax FCS
  - Landskampioen: 1987, 1988
- Grasshopper Club Zürich
  - Landskampioen: 1996

### Als Trainer
- ES Sétif
  - Algerian Ligue Professionnelle 1: 2012
  - Beker van Algerije: 2012
- Servette FC
  - Challenge League: 2019